# Састави репрезентација на Европском првенству у кошарци 2015.
Овде су дати састави екипа учесница на Европском првенству у кошарци 2015. које је одржано у Француској, Немачкој, Хрватској и Летонији.